# Дзвони (пісня)
«Дзвони» — дуетна пісня Тіни Кароль та SHUMEI. Пісня вийшла 4 липня 2024 року у форматі синглу. Слова та музику до пісня написали Андрій Дрововоз та Олег Шумей, а співавтором слів стала Марія Кіпень. Продюсерами виступили Тіна Кароль та Джеральд Естрада. Композиція увійшла до альбому Лірика.

## Опис та реліз
Пісня «Дзвони» – романтична балада в стилі поп-рок, що розповідає про сум одне за одним. У пісні виконавці розповідають про складнощі у стосунках, які сповнені туги та емоційної залежності.
Реліз другої спільної композиції артистів, відбувся 4 липня 2024 року. Цього разу натхненником треку став Shumei, який виступив не лише як співак, але й як автор тексту та музики. 
Ідея створити другий дует належить Олегу. Він є автором цієї пісні, на відміну від попередньої «Стерва», яку написала я. Мене зачарували романтика та мелодійність треку. Співати з Олегом – це справжнє задоволення, адже він один з найкращих голосів і тембрів в Україні. Завжди музично, професійно і з чудовим вайбом, –  Тіна Кароль.
Як зізнався артист, пісня створилася абсолютно випадково, дует із Тіною Кароль теж зародився спонтанно:
Пісня «Дзвони» з'явилася абсолютно випадково, і ми спонтанно вирішили створити другий дует. У цьому релізі всі інструменти звучать наживо, а наші вокали були записані з першої спроби. Спонтанність, невимушеність та простота - це все, чого ми хотіли досягнути", – Shumei.
Емоційний вокал Тіни та унікальне тембральне забарвлення Shumei, сплітаються в зворушливу мелодію, яка занурює слухачів у світ глибоких переживань, подібно до епічного фільму, до якого хочеться повертатися знову і знову.

## Музичне відео
Прем’єра нового відеокліпу на пісню «Дзвони», відбулася 4 липня 2024 року на офіційному YouTube каналі співака.
Режисеркою відеокліпу виступила Ната Курган, яка раніше знімала відео для Тіни Кароль на її пісні «Не святі», «Троянди» та «Стерва».

## Список композицій
| Цифрове завантаження, стрімінг | Цифрове завантаження, стрімінг | Цифрове завантаження, стрімінг            | Цифрове завантаження, стрімінг | Цифрове завантаження, стрімінг |
| #                              | Назва                          | Автор слів                                | Автор музики                   | Тривалість                     |
| ------------------------------ | ------------------------------ | ----------------------------------------- | ------------------------------ | ------------------------------ |
| 1.                             | «Дзвони»                       | Олег Шумей, Андрій Дрововоз, Марія Кіпень | Олег Шумей, Джеральд Естрада   | 3:23                           |
| 3:23                           |                                |                                           |                                |                                |

## Учасники запису
Інформація взята із сервісу YouTube
- Продюсер: 
  - Тіна Кароль;
  - Джеральд Естрада
- Вокал: 
  - Тіна Кароль;
  - Олег Шумей
- Музика:
  - Олег Шумей;
  - Джеральд Естрада
- Слова: 
  - Олег Шумей;
  - Джеральд Естрада
  - Марія Кіпень
- Запис вокалу: 
  - Володимир Григорович;
  - Мар'ян Крискув;
  - Остап Панчишин
- Редагування вокалу: 
  - Володимир Григорович;
  - Мар'ян Крискув;
  - Остап Панчишин
- Зведення: 
  - Мар'ян Крискув
  - Ярослав Суходольський
- Мастеринг:
  - Мар'ян Крискув
  - Ярослав Суходольський
- Фортепіано: Максим Богут
- Барабани: Ігор Девіс
- Бас гітара: Сергій Бридун
- Гітара: Микола Ярега

## Чарти
| Чарт (2024)                     | Найвища позиція |
| ------------------------------- | --------------- |
| Україна (TopHit Youtube Hits)   | 7               |
| Україна (TopHit All Media Hits) | 6               |
| Україна (TopHit Radio Hits)     | 5               |
| Україна (FDR Top 40)            | 1               |

| Чарт (2024)                     | Найвища позиція |
| ------------------------------- | --------------- |
| Україна (TopHit Youtube Hits)   | 11              |
| Україна (TopHit All Media Hits) | 13              |
| Україна (TopHit Radio Hits)     | 12              |

## Історія релізу
| Регіон          | Дата         | Формат                                                  | Версія     | Лейбл             | Дж.           |
| --------------- | ------------ | ------------------------------------------------------- | ---------- | ----------------- | ------------- |
| Україна та світ | 4 липня 2024 | Радіоротація, цифрове завантаження, стрімінг, відеокліп | українська | Самостійний реліз | [ 15 ] [ 16 ] |